# Журчалка прозрачная
Журчалка прозрачная (лат. Volucella pellucens) — вид мух-журчалок из подсемейства Eristalinae.

## Распространение
Прозрачная журчалка населяет обширную территорию Европы, ещё встречается на восток через Азию до Японии.

## Описание
Муха длиной 15—16 мм. Окрас этой мухи напоминает пчелу, как и у большинства представителей семейства журчалок, это помогает мухе отпугнуть хищников, например, птиц или других насекомоядных. Главной характерной чертой, отличающей муху от ос или пчёл, это присутствие только пары крыльев, которых у пчёл или ос четыре.

## Экология
Самка откладывает яйца в ульи обыкновенной осы (Vespula vulgaris) и осы германской (Vespula germanica).

## Галерея

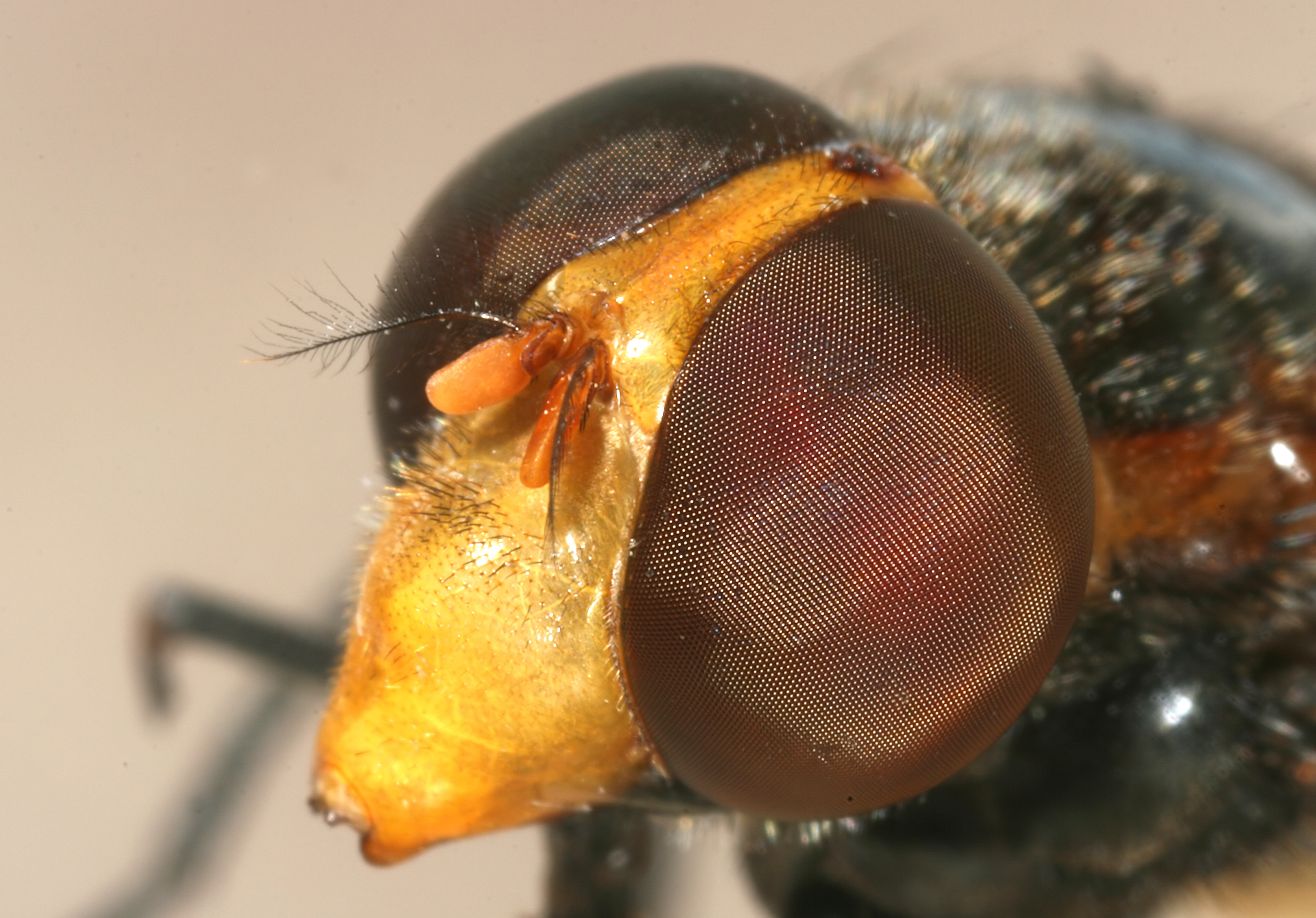
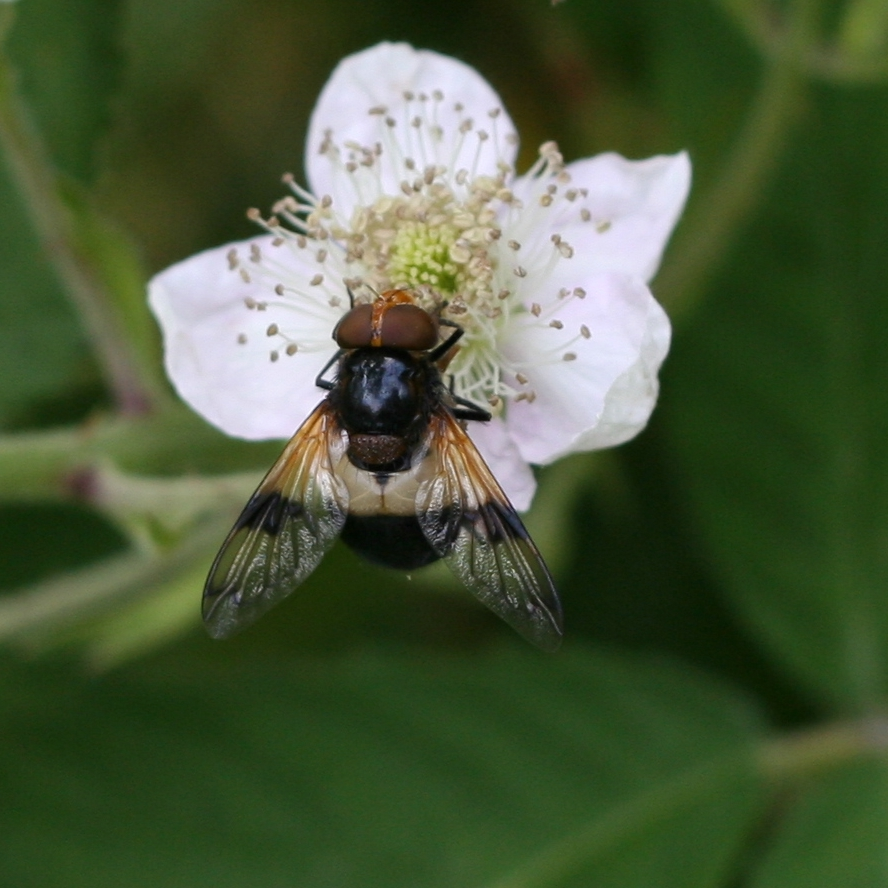
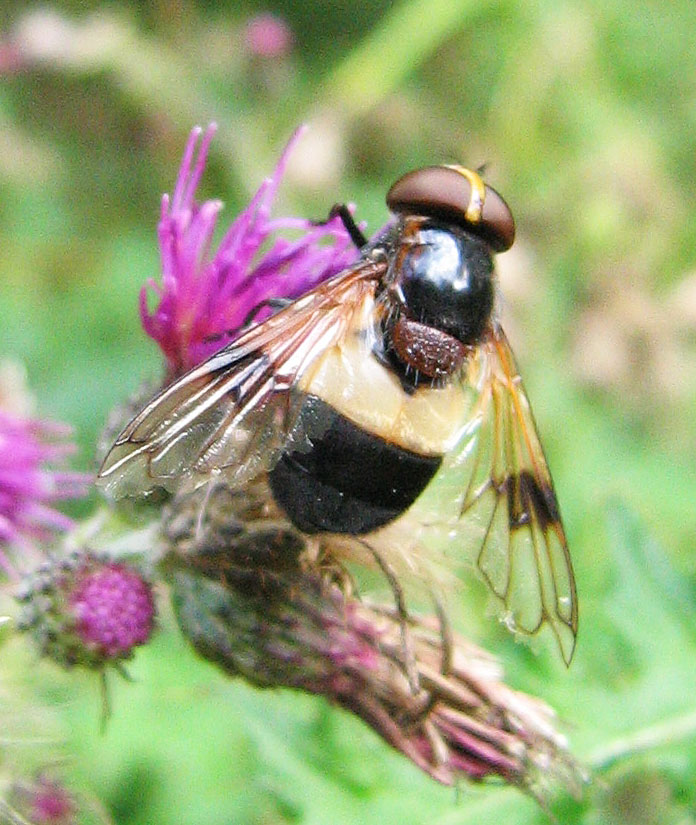
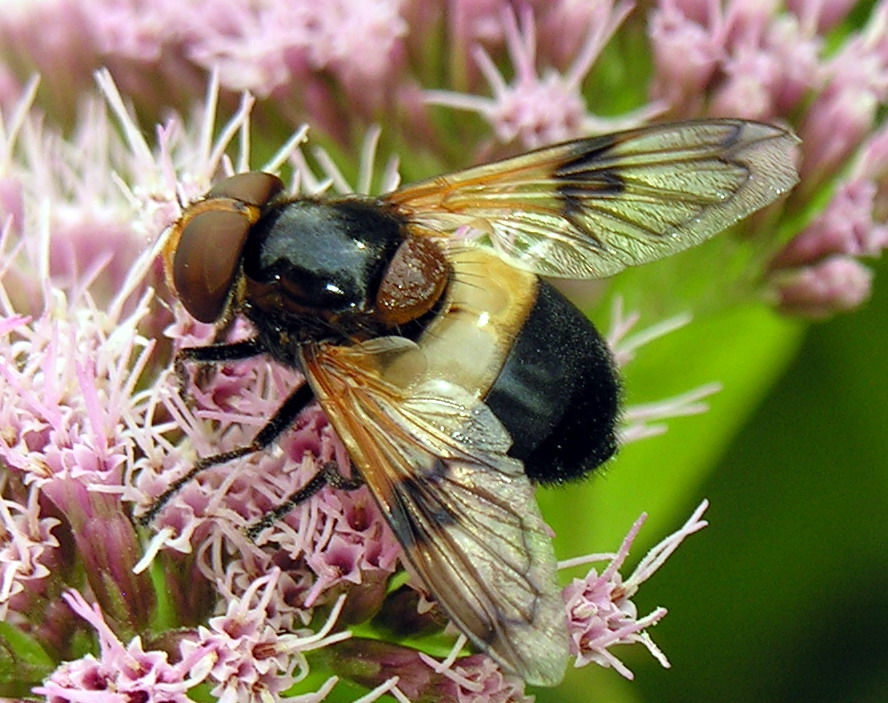
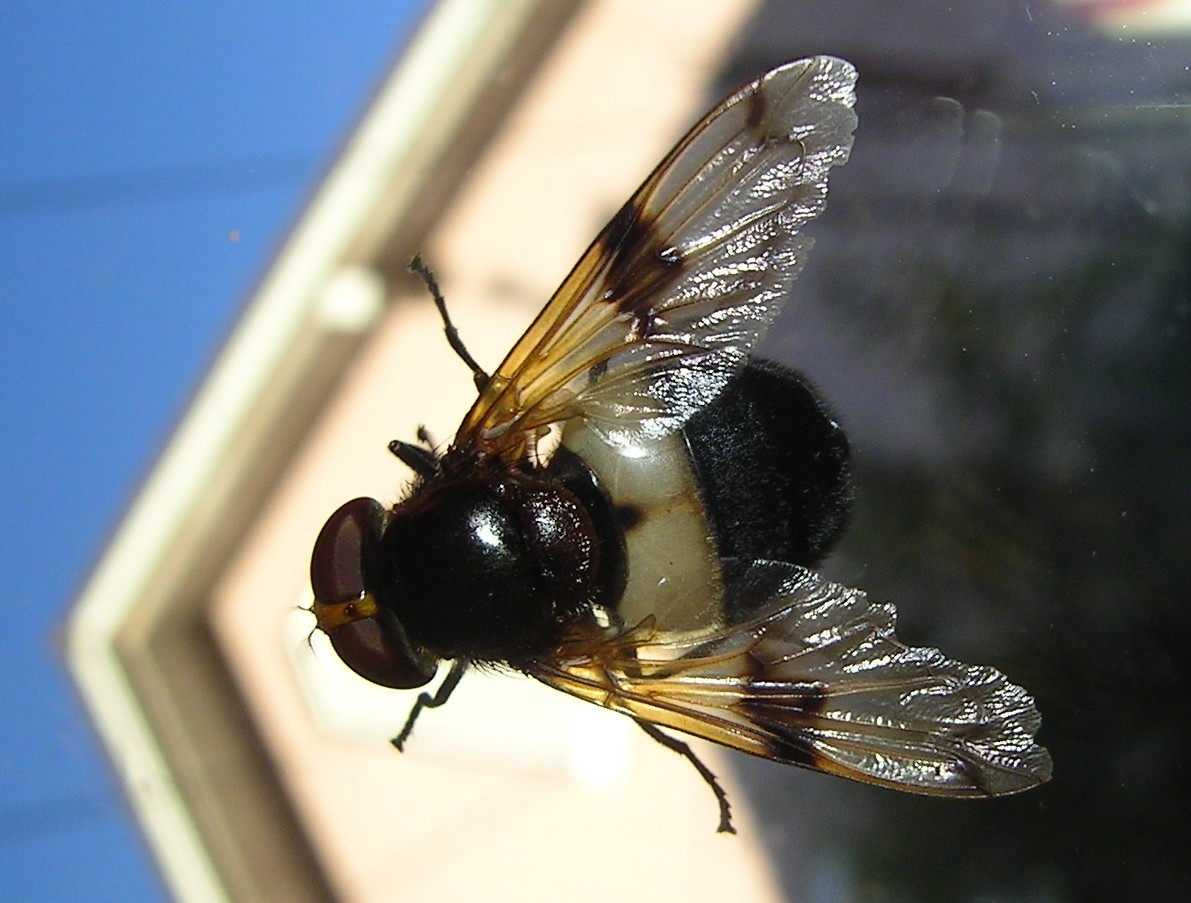
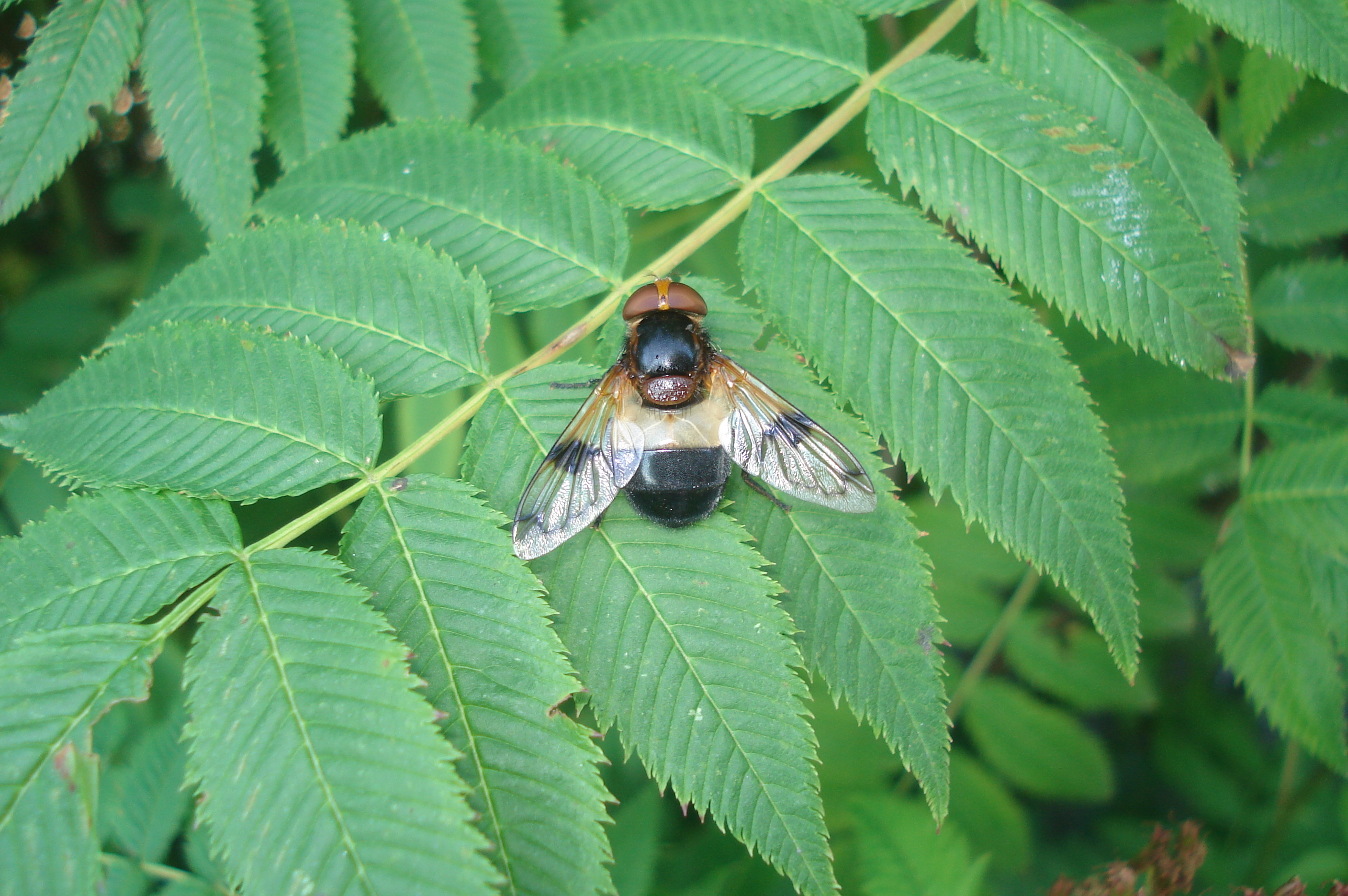